# T1 (канатна дорога, Анкара)
T1 (тур. T1 (Yenimahalle - Şentepe) Teleferik Hatt) — канатна дорога, що обслуговує район Єнімахалле в Анкарі, Туреччина. 
Під орудою EGO. 
Введена в експлуатацію на маршруті Енімахалле — Юнус-Емре 17 червня 2014 року. 
20 травня 2015 року відкрито станції TRT Сеїр та Шентепе. 
Всього на лінії 4 станції. 
Експлуатується 106 кабін. 
Загальна довжина становить 3257 м в одну сторону. 
Час в дорозі займає в середньому 13,5 хвилин. 
Через COVID-19, з 21 березня 2020 року послуги лінії тимчасово припинені. 

Її знову відкрито 8 квітня 2022 року. 
За результатами судового позову лінію закрито 26 квітня 2024 року.

## Станції
| № | Станція    | Район      | Пересадки  | Примітки |
| - | ---------- | ---------- | ---------- | --- |
| 1 | Єнімахалле | Єнімахалле | Єнімахалле | Мечеть Тарим, приватна лікарня Близького Сходу, муніципалітет Єнімахалле, управління округу Єнімахалле, податкова служба Єнімахалле, театральний зал «Four Seasons» |
| 2 | Юнус-Емре  | Єнімахалле |            | Площа Юнуса Емре, початкова школа Юнуса Емре, парк відпочинку Юнуса Емре, парк Чамлик, спортивний комплекс Газі Мустафа Кемаля Ататюрка                             |
| 3 | TRT Сеїр   | Єнімахалле |            | Соціальні заклади Тепекуле |
| 4 | Шентепе    | Єнімахалле |            | Вефа-парки, Гюрсес-парки |